# Dendrophthora cupulata
Dendrophthora cupulata är en sandelträdsväxtart som först beskrevs av Dc., och fick sitt nu gällande namn av August Wilhelm Eichler. Dendrophthora cupulata ingår i släktet Dendrophthora och familjen sandelträdsväxter. Inga underarter finns listade i Catalogue of Life.